# Polyortha chlamydata
Polyortha chlamydata es una especie de polilla de la familia Tortricidae. Se encuentra en Colombia.